# Aichacher Nachrichten
Die Aichacher Nachrichten (Abkürzung AN) sind eine Tageszeitung mit dem Verbreitungsgebiet der Stadt Aichach und des nordöstlichen Landkreises Aichach-Friedberg. Der Sitz der Zeitung ist Aichach, das Blatt wird in Augsburg gedruckt und erscheint im Rheinischen Format.
Die verkaufte Auflage beträgt 5338 Exemplare, ein Minus von 8 Prozent seit 1998.

## Geschichte
Die Aichacher Nachrichten tragen diesem Namen seit 1972, als im Zuge der Gebietsreform in Bayern der Landkreis Aichach-Friedberg entstand. Einen Vorläufer mit dem Namen Schwäbische Landeszeitung gab es seit 1957. Gegründet wurde sie im ehemaligen Schreibwarengeschäft Zenz in Aichach, außerhalb des Oberen Tors. Die Zeitung brachte Nachrichten aus dem damaligen Landkreis Aichach, Herausgeber war Erwin Misera. Später trug das Blatt den Namen Augsburger Allgemeine Ausgabe L 1 (für Land 1). Nach der Gebietsreform hieß die Zeitung dann Aichacher Nachrichten und war in der Werlbergerstraße ansässig. Die damalige Schlagzeile lautete: „Schiller hält Bonn in Atem“. Bis August wurde die Zeitung im Blei-Maschinensatz hergestellt, dann wurde auf Fotosatz umgestellt. 1984 bezog die Zeitung die neue Geschäftsstelle samt Redaktion am Aichacher Tandlmarkt. Gedruckt wird in Augsburg. Die Zeitung bietet als Kopfblatt der Augsburger Allgemeinen regelmäßig einen mindestens acht Seiten umfassenden Lokalteil; das Buch ist in einem Stück herausnehmbar. Seit März 2002 befindet sich die Geschäftsstelle der Aichacher Nachrichten am Stadtplatz. Seit 2007 gibt es ein Zeitungslayout mit neuer Schrift und durchgehend farbigen Seiten.
Das Blatt steht in Konkurrenz zur ebenfalls in Aichach erscheinenden Aichacher Zeitung.

## Auflage
Die Aichacher Nachrichten haben im Gegensatz zu den meisten deutschen Tageszeitungen ihre Auflage in den vergangenen Jahren halten können. Die verkaufte Auflage ist in den vergangenen 10 Jahren um durchschnittlich 1,3 % pro Jahr gesunken. Im vergangenen Jahr hat sie um 2,5 % abgenommen. Sie beträgt gegenwärtig 5338 Exemplare. Der Anteil der Abonnements an der verkauften Auflage liegt bei 86 Prozent.
| 1998 | 1999 | 2000 | 2001 | 2002 | 2003 | 2004 | 2005 | 2006 | 2007 | 2008 | 2009 | 2010 | 2011 | 2012 | 2013 | 2014 | 2015 | 2016 | 2017 | 2018 | 2019 | 2020 | 2021 | 2022 | 2023 | 2024 |
| ---- | ---- | ---- | ---- | ---- | ---- | ---- | ---- | ---- | ---- | ---- | ---- | ---- | ---- | ---- | ---- | ---- | ---- | ---- | ---- | ---- | ---- | ---- | ---- | ---- | ---- | ---- |
| 5804 | 5846 | 5933 | 6063 | 6097 | 6091 | 6123 | 6066 | 6091 | 6103 | 6128 | 6094 | 6041 | 5959 | 6007 | 6036 | 6068 | 6031 | 6018 | 5936 | 5844 | 5816 | 5764 | 5690 | 5607 | 5475 | 5338 |

## Mitarbeiter

### Redaktionsleiter
- Gert-Peter Schwank (bis Ende 2004)
- Christian Lichtenstern (seit 2005)

### Redakteure
- Claudia Bammer
- Sebastian Richly (Sport)
- Carmen Jung
- Nicole Simüller
- Evelin Grauer
- Katja Röderer